# Carmen Vall
María del Carmen Vall Arquerons (Barcelona, 17 de junio de 1926) es una esgrimista española. Compitió en el evento de florete individual femenino en los Juegos Olímpicos de Verano de 1960.

## Trayectoria deportiva

### Juegos Olímpicos de Roma 1960
La guerra civil española supuso un retroceso en todas las modalidades deportivas en general. Entre los deportes seleccionados para el retorno de las mujeres al deporte estaba la esgrima, y para elegirlas se puso como requisito el que fueran medallistas en florete. Estos Juegos Olímpicos de Roma permitieron a las deportistas femeninas españolas volver a las competiciones y al deporte femenino estar presente en las siguientes citas olímpicas desde entonces, a pesar de no haber obtenido resultados muy positivos.  
Hubo 5350 participantes de 83 países y España acudió a Roma con tres esgrimistas femeninas como representantes en la competición de florete individual femenino. Las tiradoras Pilar Tosat y la misma Carmen Vall quedaron eliminadas en la primera ronda y María Shaw, aunque obtuvo dos triunfos en la eliminatoria, no pasó a la siguiente.
Durante estos juegos el delegado español presentó a la Federación Internacional de Esgrima una queja formal porque los organizadores de los juegos no avisaron a muchos de los equipos y se quedaron descalificados de la competición.

## Palmarés
Vall fue miembro del club de esgrima Centro Cultural del Ejército y la Armada de Barcelona, se proclamó campeona de España en 1953, 1955 y 1960 y Campeona de Cataluña en 1951, 1952 y 1960 en la competición individual. Además Valls formó parte de la selección catalana que consiguió la Copa del Generalísimo en 1954. En 1957 conquistó la medalla de bronce por equipos en los Juegos Universitarios.
Participó en los Juegos Olímpicos de Roma en 1960 y fue, junto con Pilar Tosat Martí, la primera tiradora catalana olímpica. 

## Premios y reconocimientos[7]
- Medalla deportiva de bronce (1954) del Ayuntamiento de Barcelona.
- Medalla de bronce del Real Orden del Mérito Deportivo (2007) del Consejo Superior de Deportes.[8]